# لانس كاري
لانس كاري هو لاعب هوكي الحقل كندي، ولد في 21 سبتمبر 1945.

## انظر ايضًا
- كارين سيمونز
- كارين بنتلي
- كارين هيولت

## وصلات خارجية
- لانس كاري على موقع أوليمبيديا (الإنجليزية)
- لانس كاري على موقع اللجنة الأولمبية الكندية (الإنجليزية)